# Peseurs jurés de Marseille
 (juin 2023).
Si vous disposez d'ouvrages ou d'articles de référence ou si vous connaissez des sites web de qualité traitant du thème abordé ici, merci de compléter l'article en donnant les références utiles à sa vérifiabilité et en les liant à la section « Notes et références ».

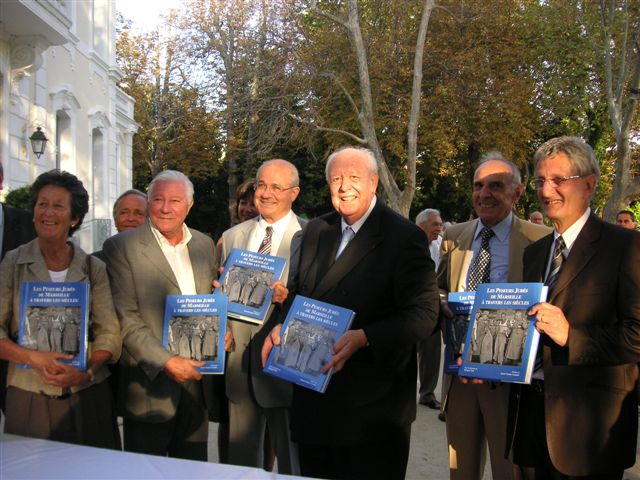
Vernissage du livre sur l'Histoire des peseurs jurés au Château Ricard, septembre 2009.

Le corps des peseurs-jurés de Marseille, créé le 19 février 1228 et dissous le 31 juillet 2004, est une corporation qui avait pour but de peser et mesurer les marchandises qui circulaient par le port de Marseille.
Cette profession était essentielle à la vie portuaire de Marseille. Ces hommes étaient les intermédiaires de la loi entre les vendeurs et les acheteurs.

## Historique

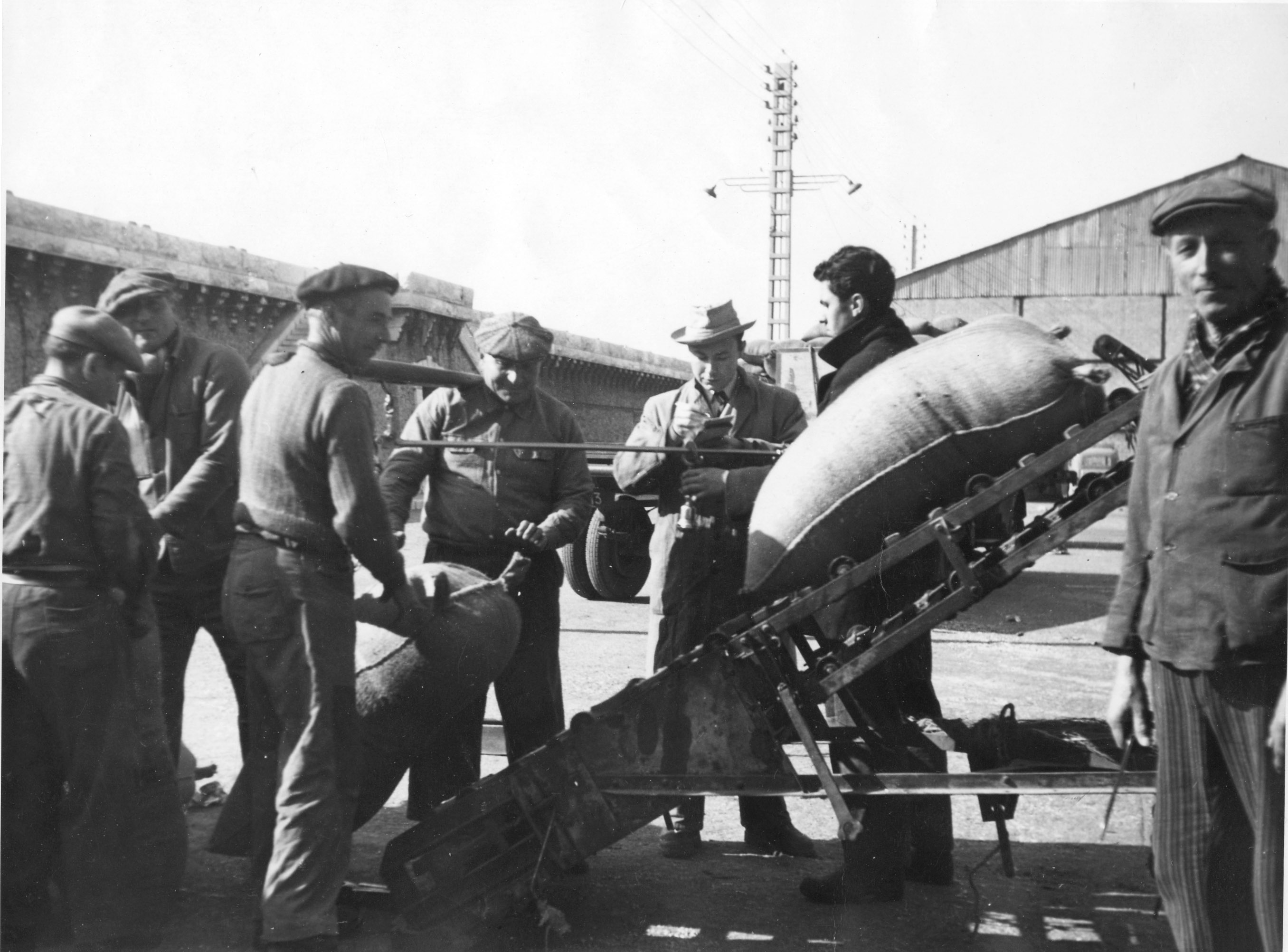
Pesage de sacs d'arachides décortiquées en 1960.

Parmi tant de corporations diverses, dont l’activité particulière a concouru à donner au port de Marseille son ambiance si spéciale, sa tonalité propre, sa couleur, son rythme, celle des peseurs jurés de commerce fut bien connue de tous ceux qui se sont intéressés à la vie commerciale de la cité. 
Au XIIIe siècle, Marseille est encore une jeune République datant de 1214. C'est, d’autre part, une vieille ville commerçante et maritime de dix-huit siècles d’existence. Un des grands traits de la Société du Moyen Âge est la mise en cellule de l’individu. Toutes les grandes entreprises furent collectives : ainsi les croisades, les communes, la scolastique, le monachisme. C’est aussi une décision collective qui est à l’origine de  la création de la corporation  des peseurs jurés de Marseille. 
Les négociants et commerçants ainsi que les échevins marseillais estimèrent qu’il était indispensable de préserver les transactions commerciales des fraudes et des erreurs dont la plus fréquente était le faux poids ; par l’arrêté du 19 février 1228, fut donc créé un corps d’hommes intègres chargés d’assurer l’authenticité des pesées. Ce statut créa le « Bureau de Poids et Casse » (Balances et Mesures) où les négociants apportaient les marchandises  à peser ou à mesurer.
À cette date, et, comme consigné au vénérable « Livre Rouge » conservé dans les Archives de l’Hôtel de Ville, il fut décidé : « qu’un homme probe et honnête de la commune de Marseille serait assigné au poids du grain et de la farine et que les autres fonctionnaires du dit poids seraient soumis à ce peseur ». Ainsi les peseurs jurés de Marseille furent dotés d’un statut spécial qu’ils ont conservé à travers les siècles malgré les bouleversements de l’histoire.
C’est alors que furent désignés les premiers « Commis » (nous dirions plutôt de nos jours experts), chargés de procéder aux opérations de pesage ou de mesurage. Les commis peseurs du « Bureau de Poids et Casse » étaient peseurs et sensals, c'est-à-dire courtiers ; ils avaient la faculté de faire vendre et acheter les marchandises qui leur étaient soumises et dont ils garantissaient la quantité ou le poids, et la qualité ; le titre de sensal leur fut supprimé en 1692, lorsque Louis XIV créa l’office des courtiers royaux.

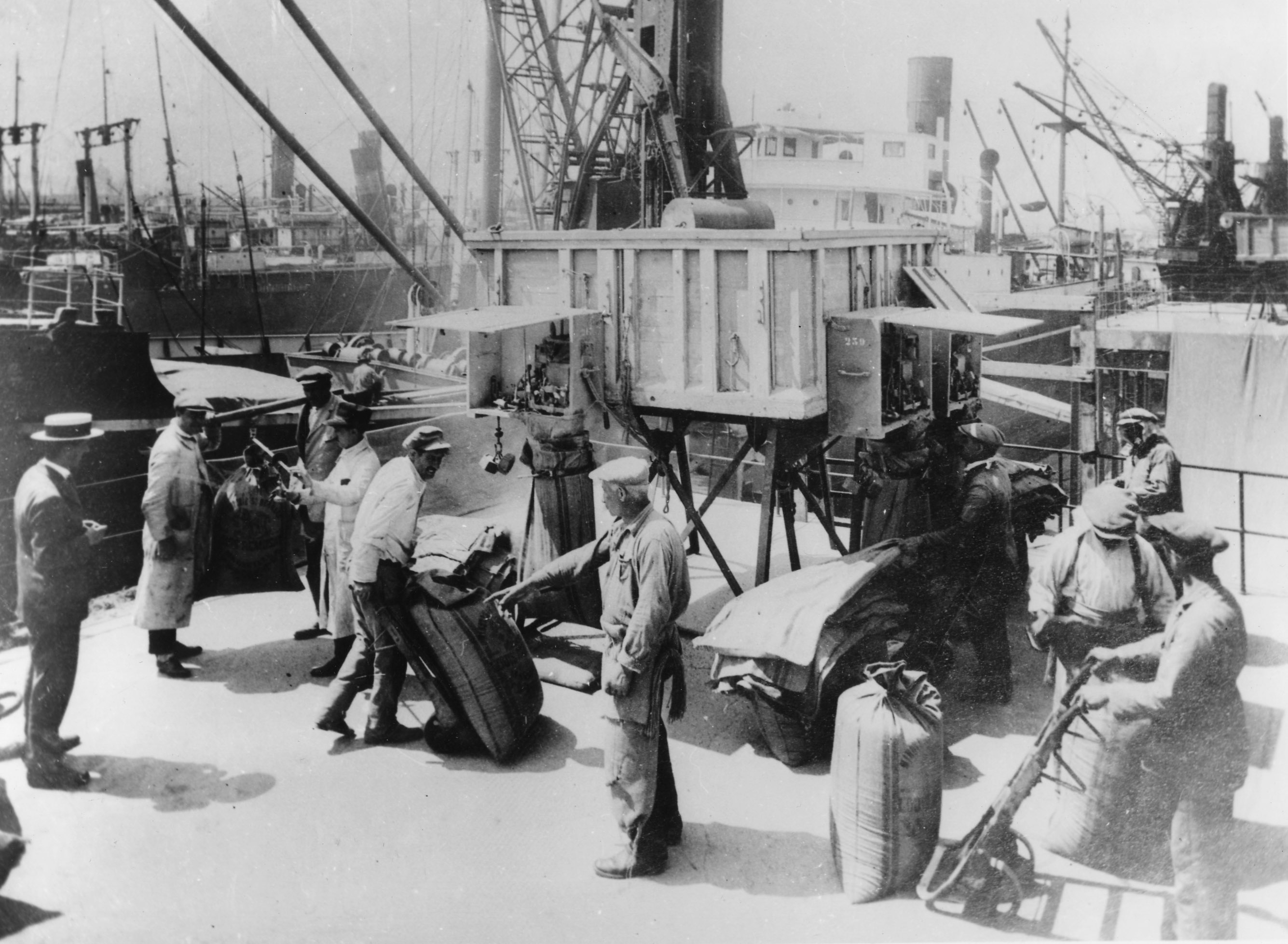
Débarquement et ensachage de blé en 1948.

Lorsqu'en 1481 la Provence et Marseille furent réunies à la couronne de France, « le Bureau de Poids et Casse » fut maintenu  sous sa forme primitive. Dès lors, les peseurs de Marseille devaient leur réussite à deux raisons :
1. La volonté librement consentie des commerçants qui ont institué ce corps.
2. Le recrutement sévère de ses agents de qualité, dignes d’une confiance absolue, qui au cours des siècles ont justifié leur réputation.

En mars 1669 Louis XIV supprima tous les droits perçus dans le port de Marseille, à l’exception des droits de pesage ; bien entendu, puisque cette suppression entraînait une perte importante de recettes pour l’État, celui-ci afin de rétablir l’équilibre financier doubla tout simplement ces mêmes droits.
Cette mesure était incontestablement gênante pour les commis-peseurs, car il fallait persuader les commerçants que les peseurs n’étaient pour rien dans cette brutale augmentation de tarif. À cet ennui devait s’en ajouter un autre, en effet les directeurs des fermes, voyant dans les droits de pesage une façon commode de faire rentrer l’argent dans les caisses de l’État (souci constant en France depuis Philippe le Bel) voulurent rendre le pesage obligatoire. 
Il est à noter qu’à cette époque l’interdiction était faite aux commerçants de posséder des balances supérieures à 36 livres et de ce fait ils devaient faire appel obligatoirement aux commis-peseurs dans le cas de pesage de marchandises dont le poids dépassait cette même limite de 36 livres.
Il ne faut pas oublier qu’autrefois les instruments de mesure étaient rares et que, surtout, il n’existait pas de système de mesure bien défini, mais des conventions locales, très diverses en Europe et selon les régions françaises. Peu de gens savaient lire et écrire, et, par suite, on faisait confiance à l’agent du poids public. Par voie de conséquence, les mesures commerciales ne pouvaient être faites que par des personnes légalement accréditées.

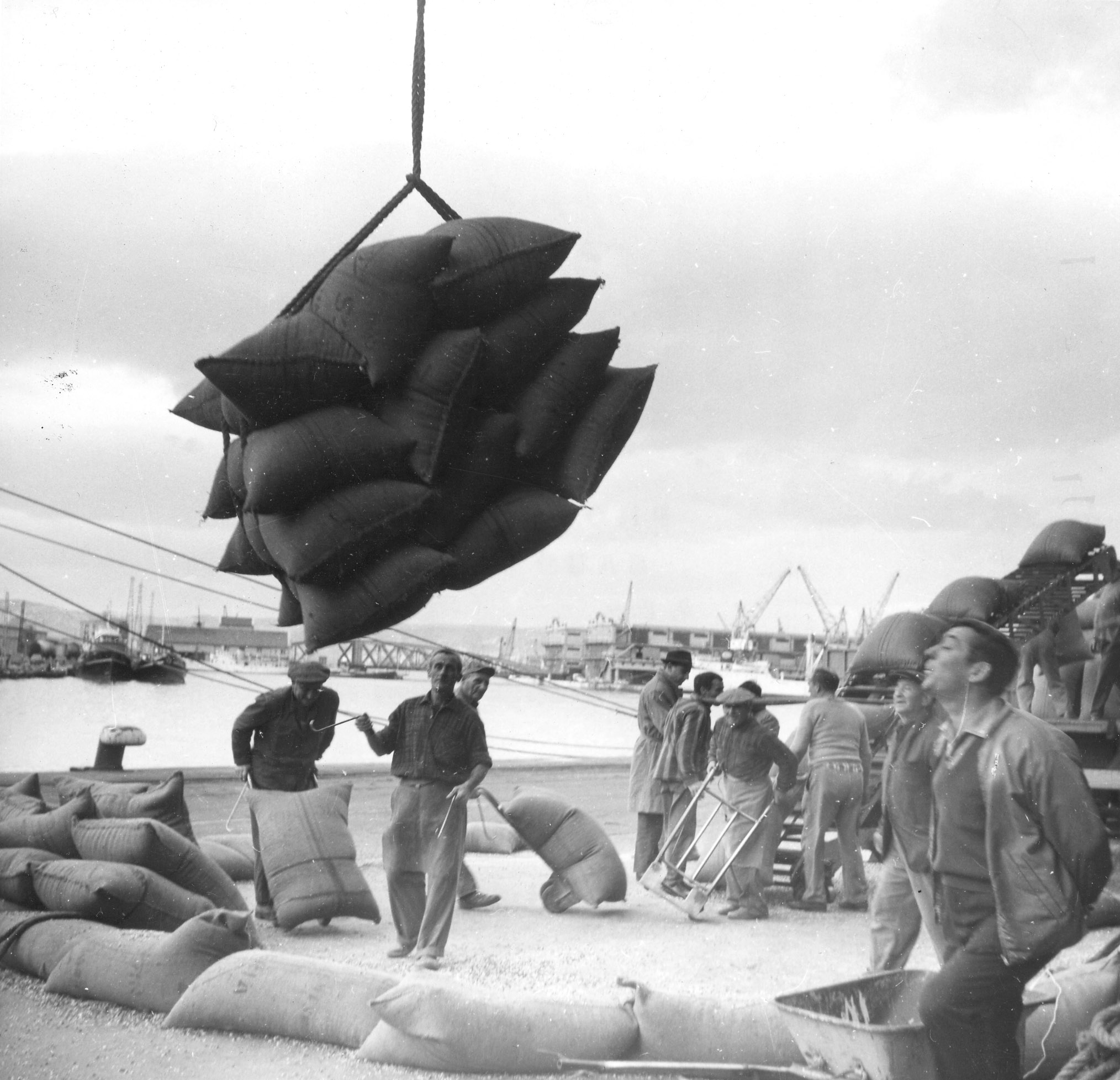
Pesage de sacs d'arachides décortiquées Port de Marseille en 1965.

En 1670 devant le développement  toujours croissant du commerce et en considération de l’ordre de grandeur des tonnages importés, il fut décidé que les peseurs se transporteraient sur les lieux mêmes où se trouvaient les marchandises à peser. Vers la même époque les peseurs, qui depuis longtemps (1691) avaient perdu le droit de cumuler leurs fonctions avec celles des courtiers, obtinrent la protection royale (31 août 1731). Puis un arrêt du 30 mai 1755 leur reconnut la qualité de « commis  peseurs du Roy », avec tous les privilèges et toutes les immunités des commis des fermes royales, y compris le droit de porter l’épée. Ils étaient alors au nombre de 75, dont 60 titulaires et 15 élèves.
Vint la Révolution et avec elle le décret-loi de l’Assemblée nationale des 15-28 mars 1790 qui supprimant les droits seigneuriaux, maintint cependant le Service du Poids Public, sous la forme d’une institution professionnelle, sans caractère obligatoire.
Cet essai de pesage libre entraîna - ainsi qu’il fallait s’y attendre - tant d’abus et d’irrégularités que le commerce marseillais  demanda dans une pétition, la réorganisation et l’obligation du service, tel qu’il fonctionnait auparavant. Les lois des 27 Brumaire An VII, 7 Brumaire An IX, 29 Floréal An X et l’arrêté du 2e jour complémentaire de l’An XI constituèrent les bases légales du service, tel qu’il a fonctionné jusqu’à nos jours ; les Bureaux organisés dans la France entière  s’étant à l’origine inspirés des méthodes de celui de Marseille.  
Les peseurs jurés (les anciens « commis peseurs du Roy ») continuèrent à percevoir  et à remettre au directeur des fermes royales les droits relatifs au pesage. C’est pourquoi les négociants marseillais profitèrent du moment pour demander la suppression des droits domaniaux, qu’on avait artistement greffés sur les tarifs de pesage. Et le 14 avril 1791, les commerçants invitèrent les représentants locaux à en réclamer l’abolition, à l’exclusion  des droits  des peseurs jurés (« les commis peseurs du Roy » devant continuer leur tache, aussi bien à cause de leur utilité, que par leur intégrité).
Comme on le voit, il n’était nullement question de supprimer les anciens « commis-peseurs du Roy ». En revanche, il était tout à fait raisonnable de procéder à une réorganisation du service. Aussi, le 12 décembre 1791, le Conseil Municipal devait entendre la commission chargée de la réorganisation du service du pesage et du mesurage. Les arguments exposés, montraient la haute confiance qui était attachée aux documents ou rapports d’expertises établis par les peseurs jurés.

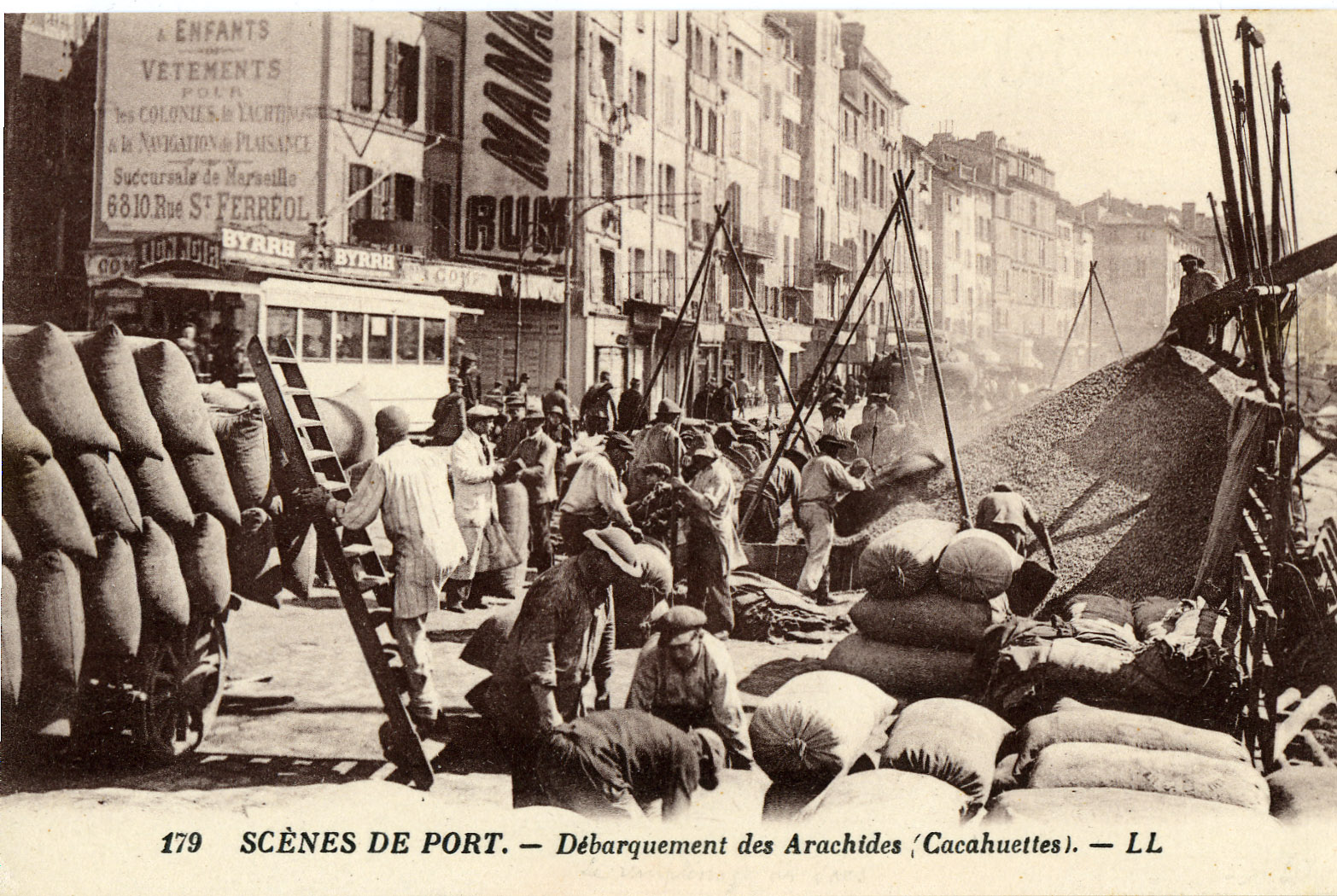
Criblage, ensachage et pesage d'arachides décortiquées Vieux-Port de Marseille vers 1900.

Qu’on en juge en lisant les lignes suivantes extraites d’un procès-verbal de l’époque : la confiance publique avait été la récompense de leur probité, elle était telle que des « étrangers n’auraient rien vendu, rien acheté, sans l’intervention d’un peseur…. et qu’ils s’en rapportaient aveuglément à lui, leurs certificats faisant foi en justice ». « La plus utile protection du commerce… c’est seulement de veiller à la sûreté du poids ».
Peu de temps après la réunion du Conseil Municipal, le Directeur du district de Marseille, écrivait au Directeur départemental, que « le pesage tel qu’il existait et fonctionnait dans cette ville, méritait toute la sollicitude des corps administratifs ».
Aussi, une véritable consécration gouvernementale vint, le 12 décembre 1791, sous la forme d’un arrêté émanant du Directoire des Bouches-du-Rhône : « Considérant qu’à Marseille, lieu d’échange pour l’Europe et … (de commerce) de gros pour la France…, pour ces raisons, autorise la formation du corps des peseurs jurés  de commerce. Et puisque l’organisation du pesage à Marseille  donnait toute satisfaction, le gouvernement, en créant par la loi du 29 Floréal An X (19 mai 1802) des bureaux de poids publics  dans les villes susceptibles d’en posséder, demande à la ville de Marseille, de lui adresser tous renseignements sur l’organisation et le fonctionnement de son bureau de pesage ».
En 1920 leur effectif se décompose ainsi : 70 titulaires, 20 suppléants, 16 élèves peseurs et 37 élèves peseurs stagiaires. C’est un autre coup de chapeau qui devait être donné beaucoup plus tard, par la Chambre de Commerce de Marseille -la plus ancienne des Chambres de Commerce de France - dans une délibération de 1927, « tous les groupements intéressés ont rendu hommage aux services rendus par la corporation des peseurs jurés de Marseille ». 
En 1951, la Chambre de Commerce n’avait pas changé d’opinion puisqu’elle émettait l’avis… de confier « exclusivement les opérations de pesage au corps municipal des peseurs jurés de Marseille qui jouit de l’estime et de la confiance du commerce ». Puis plus récemment les peseurs jurés ont subi une importante mutation statutaire ; en effet de régie autonome, le service a été transformé, par délibération municipale, en date du 7 mai 1973, en régie directe. Ne perdant aucune de leurs prérogatives professionnelles, exerçant exactement dans les mêmes conditions que par le passé, les peseurs jurés ont été pleinement assujettis au statut de la fonction publique communale, à partir du 1er juillet 1973.

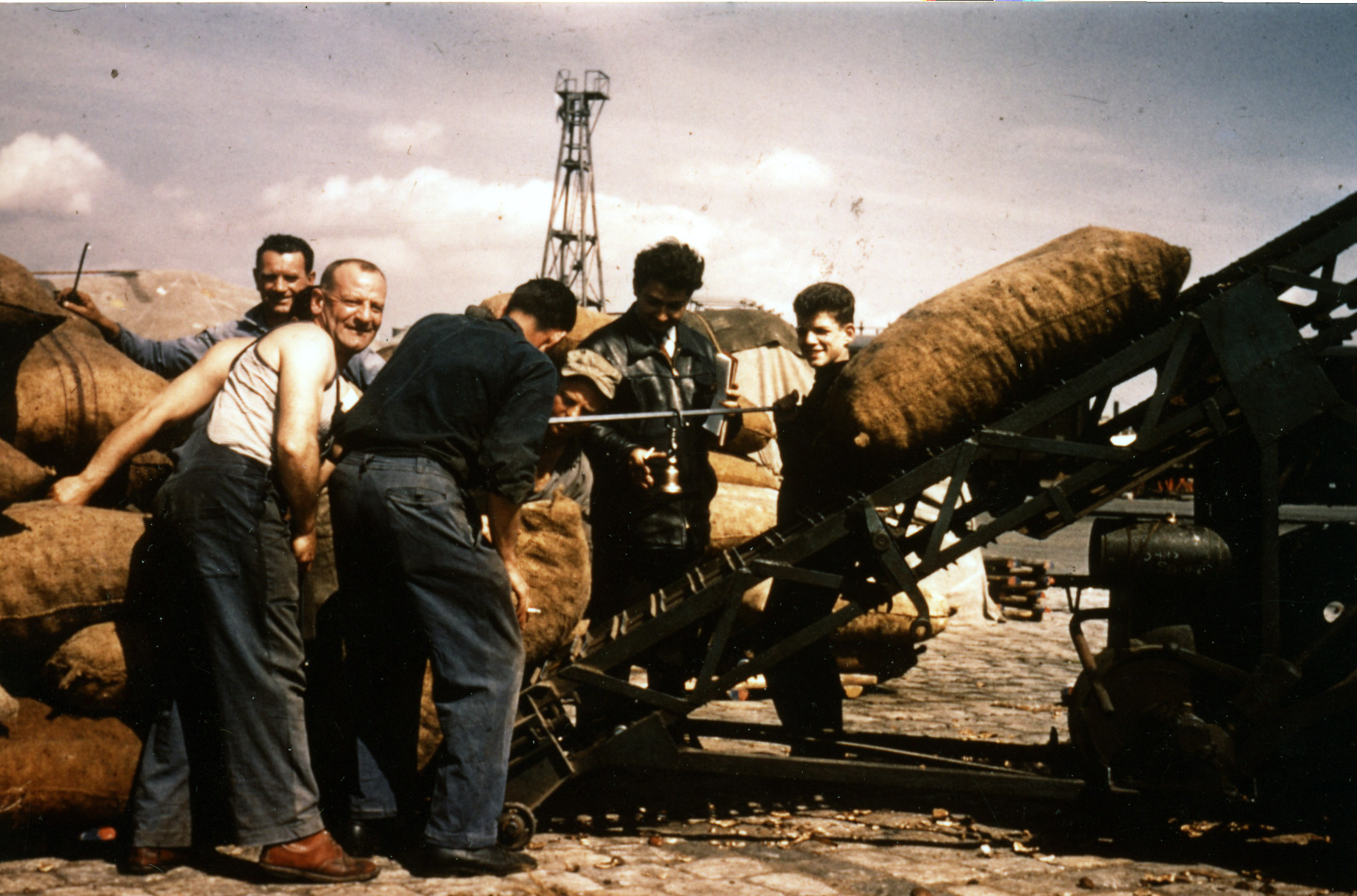
Pesage de sacs de coprah des Nouvelles Hébrides en 1964.

## Poids public à Marseille
Depuis le Moyen Âge, la ville de Marseille disposait d’un service très particulier de pesage public dont les agents vers la fin du dix-neuvième siècle, pendant tout le vingtième siècle, et jusqu’à la date de la fermeture définitive du service, le 31 juillet 2004 se trouvaient groupés en deux parties, distinctes par la nature des travaux réalisés, mais rattachés administrativement à un même service. Il s’agissait :
- Des peseurs jurés de commerce, dont la charge était de peser les diverses marchandises qui leur étaient présentées sur les quais du port de Marseille et de ses annexes, dans les magasins servant d’entrepôts, ou encore dans les abattoirs municipaux, dans les criées aux poissons et autres marchés de gros de fruits et légumes, du Cours Julien et de la Place Jean Jaurès (la Plaine).
- Des mesureurs-jaugeurs jurés qui étaient chargés du mesurage des bois, du cubage des colis, du jaugeage des récipients. En fait il existait, autrefois, cinq corporations distinctes : les peseurs jurés de commerce, les jaugeurs jurés de commerce, les mesureurs experts jurés, les peseurs jurés spéciaux de bois, charbon et bascules publiques et les peseurs-mesureurs jurés de grains.

Par suite des arrêtés municipaux des 9 avril 1892 et 5 avril 1893, toutes les corporations furent réunies en une seule, celle des peseurs-mesureurs-jaugeurs jurés de commerce.

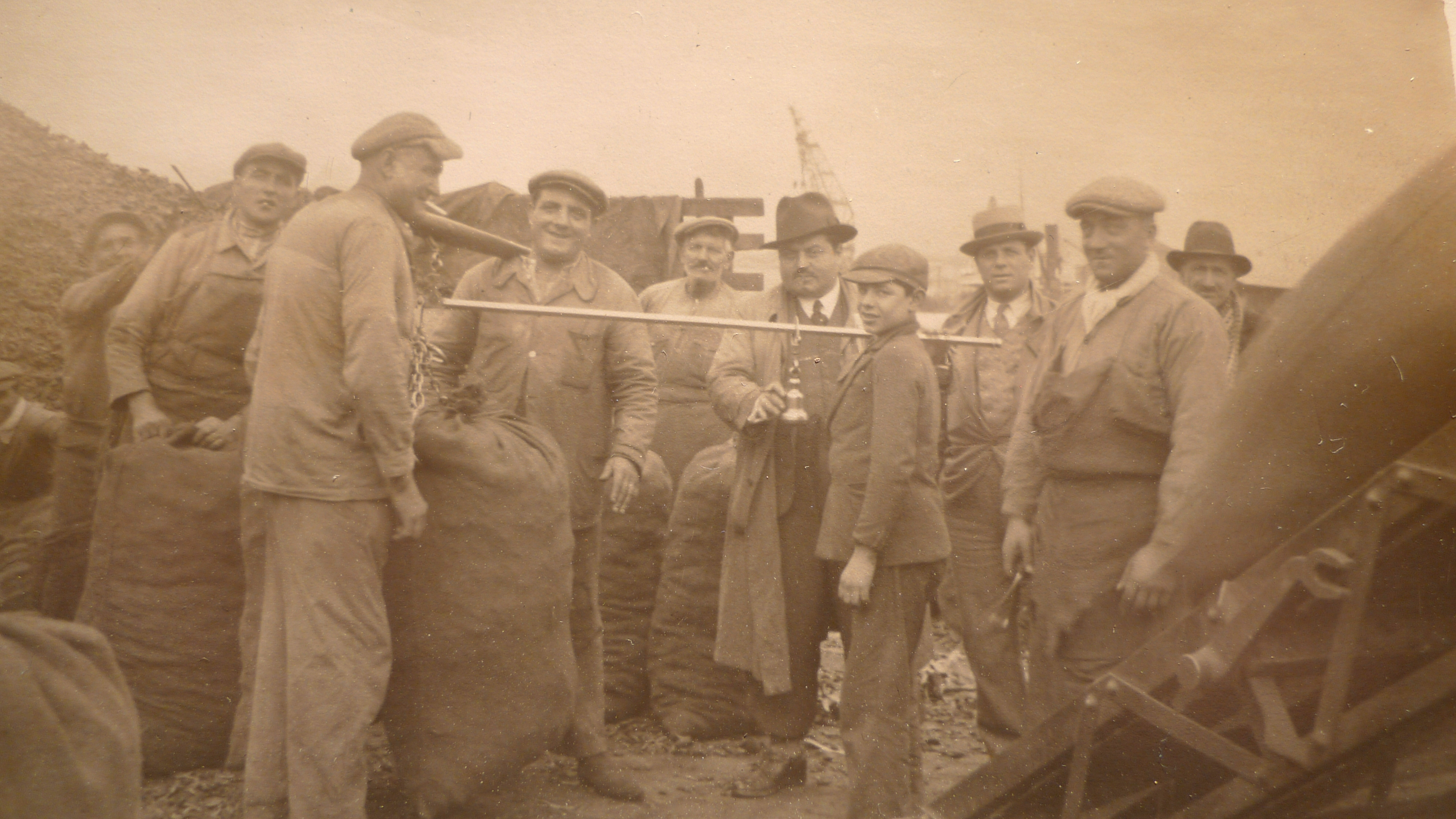
Monsieur Gilbert Bonnaud en train de peser un sac de coprah, en 1935.

## Admission
L’admission dans le corps des peseurs jurés s’effectue en deux temps. Pour être admis il faut d’abord satisfaire à un concours décidé par le Maire et au cours duquel les candidats ont justifié de leurs connaissances générales devant un jury traditionnellement  présidé par le doyen de la Faculté des Sciences de Marseille. 
Puis, le jeune homme, admis au concours dans la limite des places disponibles, entre en stage technique et il ne sera définitivement admis dans le corps qu’au bout de cinq ans, après avoir satisfait aux diverses phases de son stage et notamment après avoir subi avec succès l’examen technique que le stagiaire doit passer devant la commission administrative des peseurs jurés de commerce.
Une fois admis, le peseur juré se trouve définitivement classé puisque le rang d’ancienneté demeure immuable tout au long de la carrière et parce que, dans ce corps, si ancien et si démocratique cependant, toutes les fonctions sont essentiellement temporaires avec désignations faites uniquement par voie d’élection.

## Le pesage
Pour mieux connaître encore l’institution des peseurs jurés de Marseille, il est bon que son histoire soit complétée par un aperçu de sa vie au cours de la période contemporaine. Si, malgré ses huit siècles d’existence, cette vieille institution a pu fonctionner toujours à la satisfaction générale, elle le doit notamment à son double mérite d’avoir su conserver l’essentiel des traditions de son long passé, tout en s’adaptant progressivement aux besoins nouveaux du commerce et de l’industrie.

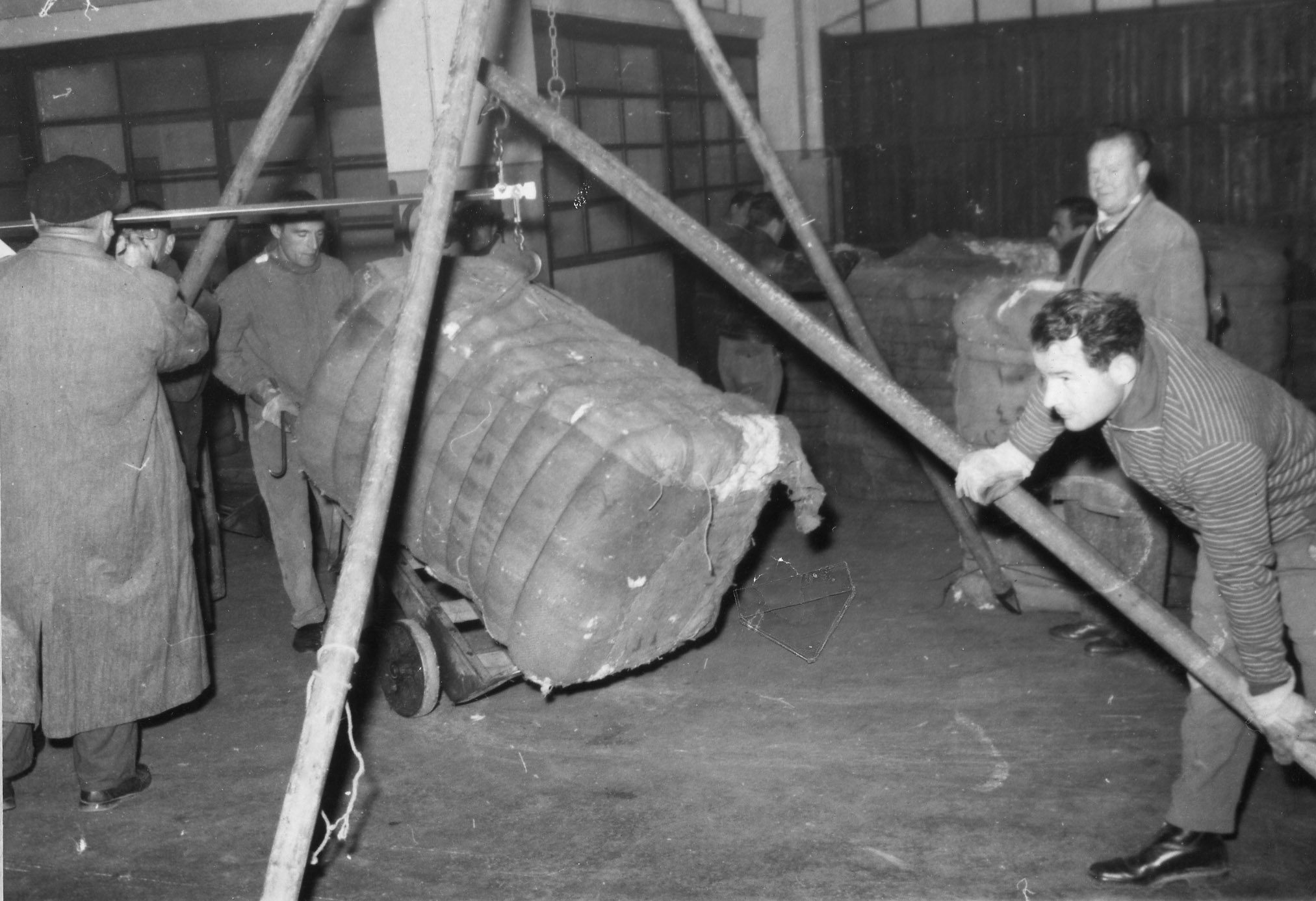
Pesage Balles de coton à l'aide de la balance romaine, en 1962.

En effet, c’est avec fierté qu’il nous est permis de constater, sur certains vieux parchemins, que bien avant 1789, et sans attendre la Sécurité Sociale du XXe siècle, les peseurs jurés de Marseille avaient déjà créé entre eux une caisse mutuelle d’invalidité, simple, précise, efficace, que les peseurs jurés de nos jours ont trouvée intacte et fonctionnant toujours, à leur entrée dans la corporation.
Au XXe siècle, les deux guerres mondiales de 1914 et 1939 devaient apporter une nouvelle preuve de sa vitalité, un nouveau témoignage des services que l’on pouvait obtenir de cette organisation. Alors que le port de Marseille constituait un point vital par lequel la France recevait de l’extérieur d’importants tonnages de denrées et de matières premières nécessaires à la vie du pays et de la défense de la nation, l’autorité militaire rappelait des armées et mobilisait sur place un certain nombre de ces techniciens qu’étaient les peseurs jurés de notre ville.
Lorsqu'enfin, aux heures pénibles et douloureuses de l’occupation, le rationnement des vivres devint une nécessité inéluctable, c’est encore vers les peseurs jurés que se tournait, à Marseille, le Ravitaillement Général, pour obtenir avec une scrupuleuse exactitude la connaissance des rations qui pouvaient encore être distribuées sur place ou mises à la disposition des régions avoisinantes. En temps de paix, les modifications profondes apportées dans les échanges commerciaux depuis la guerre de 1914 n’ont eu d’autre influence sur ce vieil organisme que de le conduire à la mise en service d’instruments plus puissants, plus modernes ou mieux adaptés aux nécessités nouvelles des manutentions. 
Sans abandonner  pour autant leur instrument traditionnel, la balance romaine marseillaise, les peseurs jurés de Marseille utilisèrent des bascules de trois tonnes pour peser sur le pont des navires les chargements traités sur la base d’un poids reconnu, par palanquées entières, et avant que la marchandise quitte le bord. Pour opérer simultanément la mise en sac et le pesage des cargaisons de céréales, des pèse-grains automatiques furent mis en service dès le début du XXe siècle. 

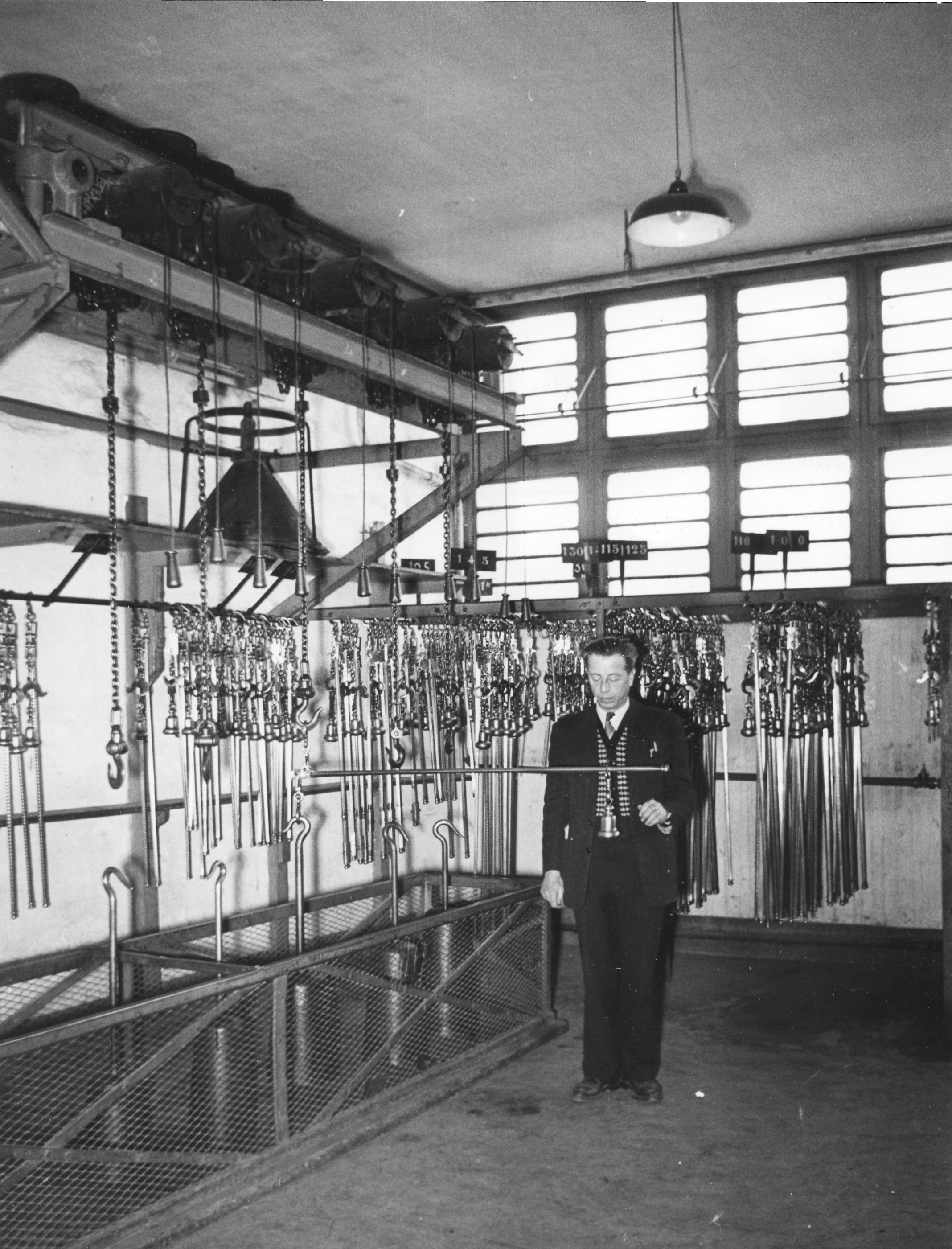
Monsieur Hilaire Grand en train de vérifier une balance romaine, en 1947.

En 1925, aussitôt après l’admission de cet appareil par le service des instruments de mesure, c’est à Marseille que fut installée la première balance Schopper pour la détermination du poids spécifique des céréales, suivant les normes fixées par le congrès international des meuniers européens tenu à Londres le 5 décembre 1912.
En 1978, dix ponts bascules à jauges de contrainte et informatisés furent installés pour assurer le pesage des palettes de primeurs en provenance du Maroc et de Tunisie.
De 1840 à 1960 le port et la ville de Marseille ont connu une extension considérable. Les matières premières en provenance de nos colonies étaient transformées en produits finis, qui repartaient vers l’extérieur. Ainsi les graines oléagineuses devenaient du savon, le blé dur de la semoule, le sucre brut du sucre raffiné.
À cela venait s’ajouter les matières nobles : coton, café, cacao, poivre, clous de girofle, vanille et autres épices, huiles essentielles, etc. qui inondaient le marché intérieur. Devant une telle avalanche de produits, dont il fallait déterminer le poids, l’activité des peseurs jurés allait se développer à l’image de celle du port ; les recrutements nécessaires s’accélérèrent, tandis que le matériel fut modernisé pour faire face à la demande très forte des utilisateurs du port.
Dans l’enceinte portuaire, les dockers, les pointeurs, les commis en douane, les portefaix, les transitaires se lèvent le chapeau ou la casquette quand le peseur juré se présente, flanqué de son « porte-romaine ». En général c’est un adolescent de 15 ou 16 ans qui a la charge de transporter sur les chantiers, une balance à levier, formée d’un fléau à bras inégaux. 
Sur le bras le plus long, qui est gradué, on fait glisser un curseur ou boulon pour équilibrer l’objet suspendu à l’autre bras. C’est une « romaine », tout simplement ; et cet appareil sert à peser les marchandises les plus diverses : cela va du petit sac de poivre de 10 kg à des sacs de blé de 80 kg, des sacs de sucre de 115 kg, des balles de coton de 200 kg kg, en passant par d’énormes futailles de 500  à   800 kg.
Pour peser ces dernières on a recours à ce qu’on appelle une « chèvre », un instrument  propre à élever des fardeaux ; dans ce cas la plus grosse des romaines est utilisée, celle dont la portée maximale est de 1 350 kg. Ainsi, quelle que soit la nature de la marchandise à peser, quels que soient le poids, le volume ou la forme des colis, quelle que soit l’approximation de la pesée, quelque clause de pesage que comporte le contrat de vente, les peseurs jurés sont à même de procéder à l’opération de pesage avec les instruments qui conviennent. Ils sont outillés pour déterminer aussi parfaitement le poids d’un wagon de minerai que celui d’un objet en métal précieux, d’un camion de soufre, d’un fût d’huile, d’un sac de poivre ou d’une pointe d’ivoire.

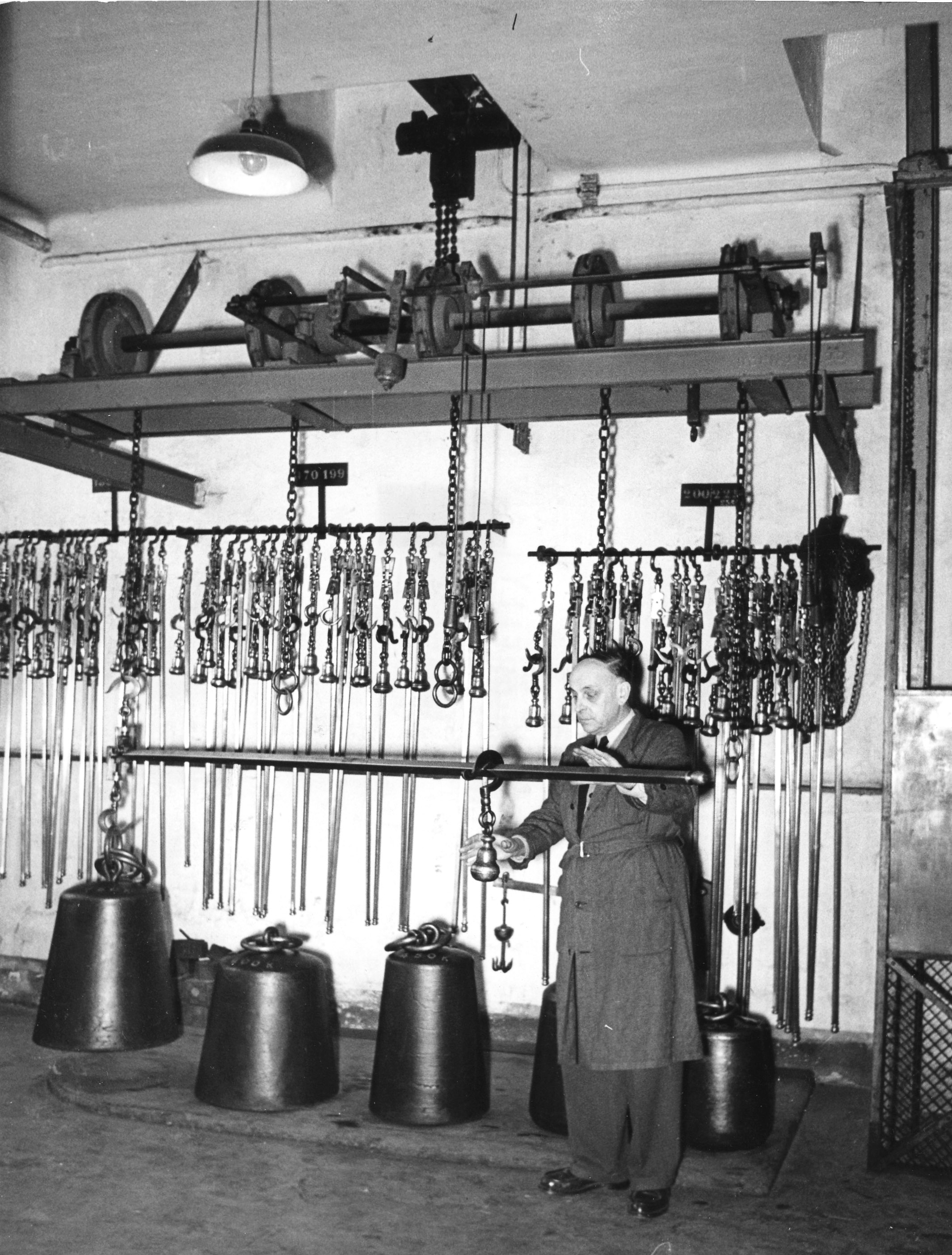
Monsieur Georges Legal en train de vérifier la justesse d'une balance romaine, en 1946.

Il était courant lors des gros chantiers de peser jusqu’à 2 625 sacs dans une seule journée, sac par sac, les additions classées par dizaines étaient effectuées en pesant, le peseur juré étant devenu de facto un as dans le domaine du calcul mental. Il était fréquent d’écrire quotidiennement jusqu’à 10 000 chiffres.
Marcel Pagnol qui connaissait très bien la corporation puisqu’il avait de nombreux amis parmi les peseurs jurés a écrit que Sherlock Holmes eût aisément identifié le cadavre de l’un d’eux, car il avait une main brune, celle qui tenait le crayon, et l’autre blanche, parce qu’elle était toujours à l’ombre, sous le carnet de pesage grand ouvert !
Devant l’extension des tonnages massifs de marchandises généralement pauvres, ne justifiant pas une reconnaissance sac par sac, un plus grand nombre de bascules à camions aussi dites charretières entrèrent en service. Là encore, les conditions techniques d’installation exigées par les peseurs jurés, les caractéristiques et les marges de sécurité qu’ils surent imposer permirent d’obtenir des conditions de fonctionnement justifiant le maintien de la confiance que leur témoignait le commerce de notre grand port.
L’intérêt de ce sujet est de voir les liens qui existaient entre les marchandises qui arrivaient à Marseille et le métier de peseur juré, mais aussi entre une profession et une ville liée à son port. Effectivement on ne peut parler de Marseille sans évoquer le rythme de son port : vers 1920 on parle de l’arrivée de 80 bateaux par jour soit 6 millions de tonnes de fret par an.
Cette période correspond à l’apogée de l’activité commerciale marseillaise, c'est-à-dire de la colonisation à la décolonisation.
Au cœur de ce système se trouvait la corporation des peseurs jurés de Marseille, hommes intègres, chargés des opérations de pesage, nécessaires au bon fonctionnement des échanges commerciaux. Il faut dire, il est vrai, que grâce à la large autonomie  que l’administration municipale lui a toujours laissée, les peseurs jurés ont pu mettre en place des méthodes de fonctionnement que le commerce a apprécié grandement : exécution rapide des pesages, délivrance sans délai des documents officiels demandés, liaison permanente avec le service de l’administration des douanes, offrant de précieuses garanties à cette administration et servant, par contrecoup, les intérêts du commerce qui pouvait, sous certaines conditions, accélérer ses manutentions d’enlèvement.
Les bulletins officiels de pesage étaient établis à la machine et le détail des pesées s’y trouvait inscrit par des machines à additionner électriques. Un service de distribution journalier assurait, dans les moindres délais, la remise des documents aux intéressés. Une liaison téléphonique très complète et un secrétariat parfaitement qualifié permettait, chaque jour, et à chaque heure, des possibilités de renseignements particulièrement  appréciées de tous les usagers. 

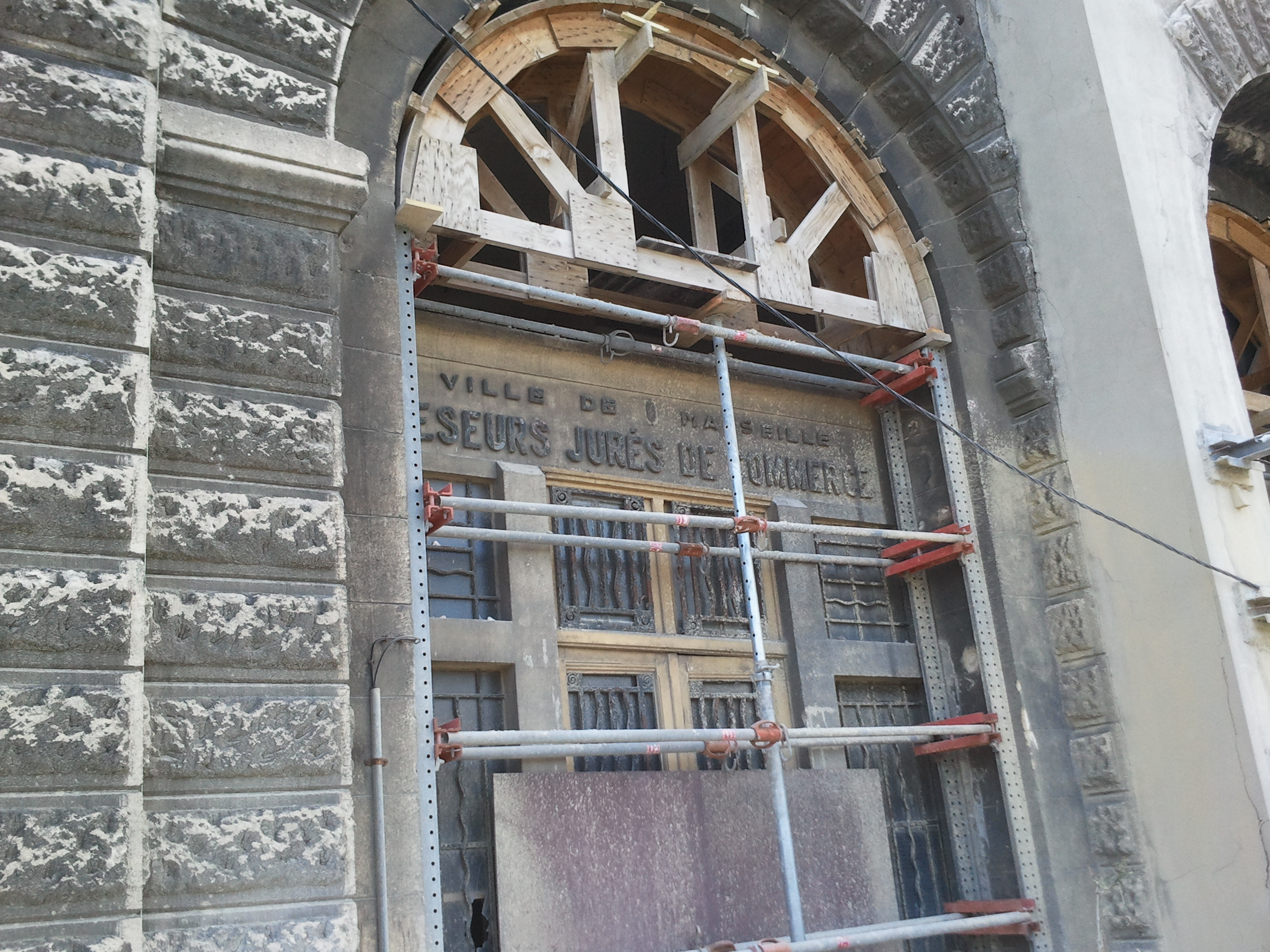
Bureau Central des peseurs jurés en 2013.

L’une des manifestations les plus typiques de la faculté d’adaptation de cette vieille compagnie aux évolutions de l’époque réside dans la nature même de son organisation. Le principe traditionnel du rang immuable d’après l’ancienneté des services est demeuré ; mais l’esprit démocratique a modifié depuis longtemps le système qui conférait jadis la direction générale du service « en toute indépendance et autorité » à une sorte de conseil des sages, en l’espèce au conseil des dix plus anciens.
Jusqu’en 1973 année de la municipalisation du service, les peseurs jurés étaient inscrits par rang d’ancienneté et classés par quinzaines ; toutes les années, chaque quinzaine élisait son représentant dénommé syndic. D’autre part, l’ensemble des peseurs jurés élisaient, chaque année, un secrétaire général et tous les trois ans un président. Ces élus formaient la commission administrative, laquelle était chargée de la direction générale du service et des rapports avec l’autorité municipale. Mais malgré cette apparence d’authentique démocratie, certains vestiges de d’autorité traditionnelle demeuraient : tel le droit souverain du président de prendre des mesures d’urgence pouvant aller jusqu’à la sanction immédiate d’interdiction d’exercer à titre temporaire, en cas de manquement grave aux règles de l’institution.
L’administration de cette compagnie ne pouvait manquer, cependant, d’être quelque peu complexe, si l’on songe qu’aux 150 peseurs jurés en activité s’ajoutait un effectif sensiblement égal d’employés et de collaborateurs et qu’enfin les attributions du service s’étendait sur toute l’étendue du port et de la ville, y compris les annexes du port, les halles et marchés de gros, ainsi que les abattoirs de Marseille. Le peseur juré était, avant toutes choses, un arbitre impartial et indépendant, dont le rôle consistait à départager équitablement les intérêts du vendeur et ceux de l’acheteur en déterminant officiellement le poids des marchandises achetées ou vendues. Sa prestation de serment, par devant Monsieur le Président du Tribunal de Commerce conférait à son intervention un caractère authentique. 
À ce titre les bulletins officiels de pesage qu’il délivrait faisait foi en justice. Après avoir versé un cautionnement, il entrait en fonctions sous le contrôle direct de l’administration municipale. Sans entrer ici dans le détail d’une organisation complexe, précisons que l’indépendance des peseurs jurés se trouvait  accrue du fait que les peseurs jurés n’avaient pas de clientèle personnelle ; qu’aucun vendeur ni acheteur ne pouvait choisir le peseur juré qui devait opérer et que la désignation de ce dernier était faite par les peseurs jurés eux-mêmes, suivant une réglementation  intérieure très particulière dans laquelle l’ancienneté des services représentait le facteur essentiel.

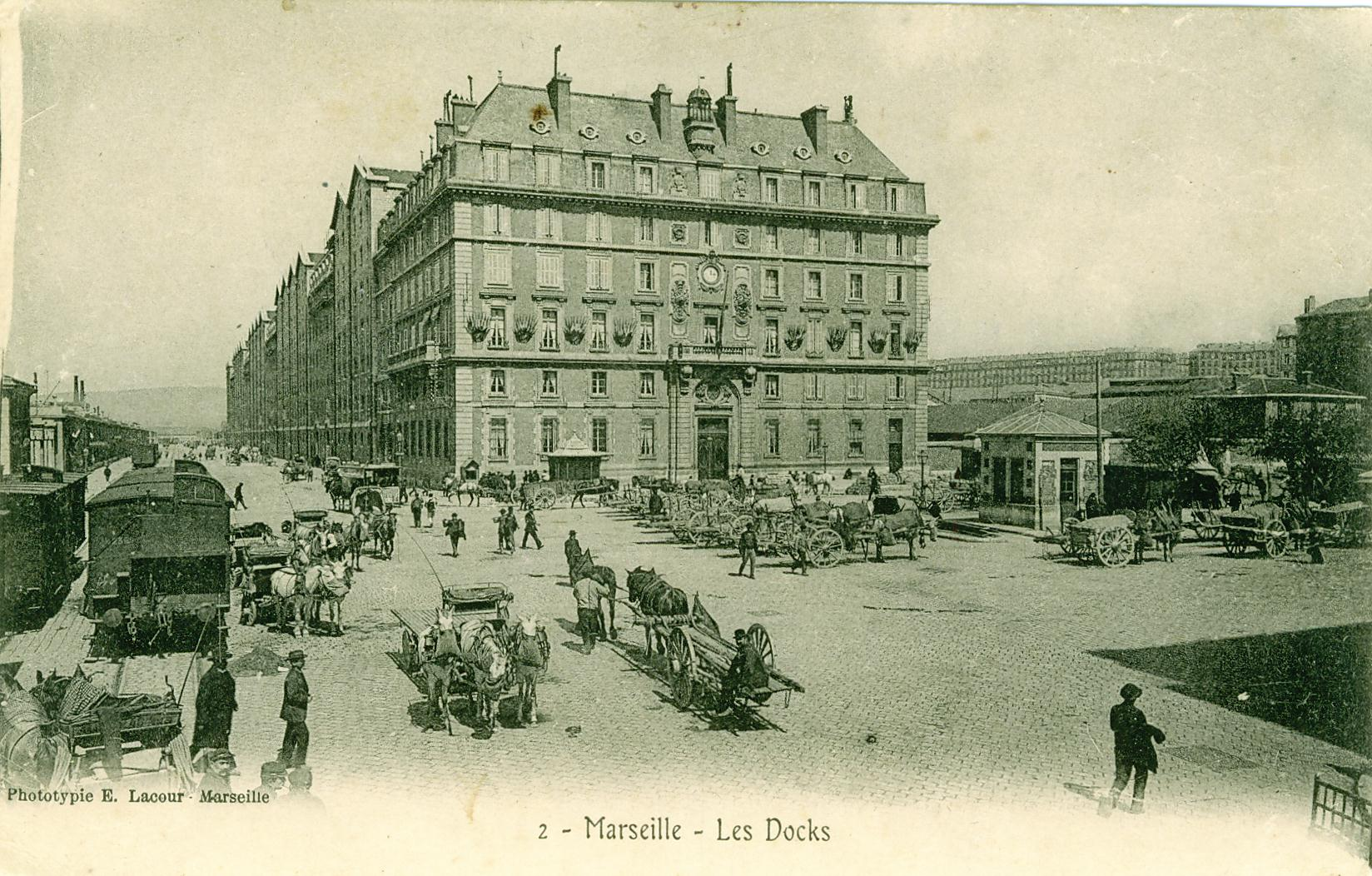
Place de la Joliette à Marseille vers 1900.

Enfin, et puisque les peseurs jurés étaient des hommes qui jonglaient avec les chiffres, qu’il nous soit permis d’en citer ici quelques-uns de nature à donner une idée de ce que pouvait représenter l’activité de cette organisation à Marseille. Les peseurs jurés de Marseille disposait d’un important matériel de pesage constitué notamment par : 1 600 balances romaines, 18 bascules en l’air dont une de 10 tonnes et une de 30 tonnes, 10 bascules  fixes à bestiaux, 90 pèse-grains ensacheurs automatiques, 3 fléaux spéciaux, 50 trémies coniques, 3 balances Schopper de 20 litres, 13 bascules à camions dont 6 de 80 tonnes.
Ils utilisaient en outre : 16 bascules automatiques à curseur mobile pour le pesage des bananes dans le hangar isotherme, 20 bascules automatiques  pour le pesage des viandes  aux abattoirs de Marseille, ainsi que divers outillages mis à la disposition par l’industrie privée, soit à Marseille, soit dans les annexes du port de Marseille.
En 1954 les peseurs jurés disposaient de sept bascules charretières dont :
- Bascule Cantini
- Bascule du Fort Saint Jean
- Bascule de la Place de la Joliette
- Bascule d’Arenc, à l’entrée de la porte 2
- Bascule des Bassins à Saint Cassien
- Bascule du Pont de la Pinède
- Bascule de la Madrague

En 2004 juste avant la fermeture définitive du service, il ne restait plus que deux bascules charretières, celle d’Arenc et celle du Cap Janet.

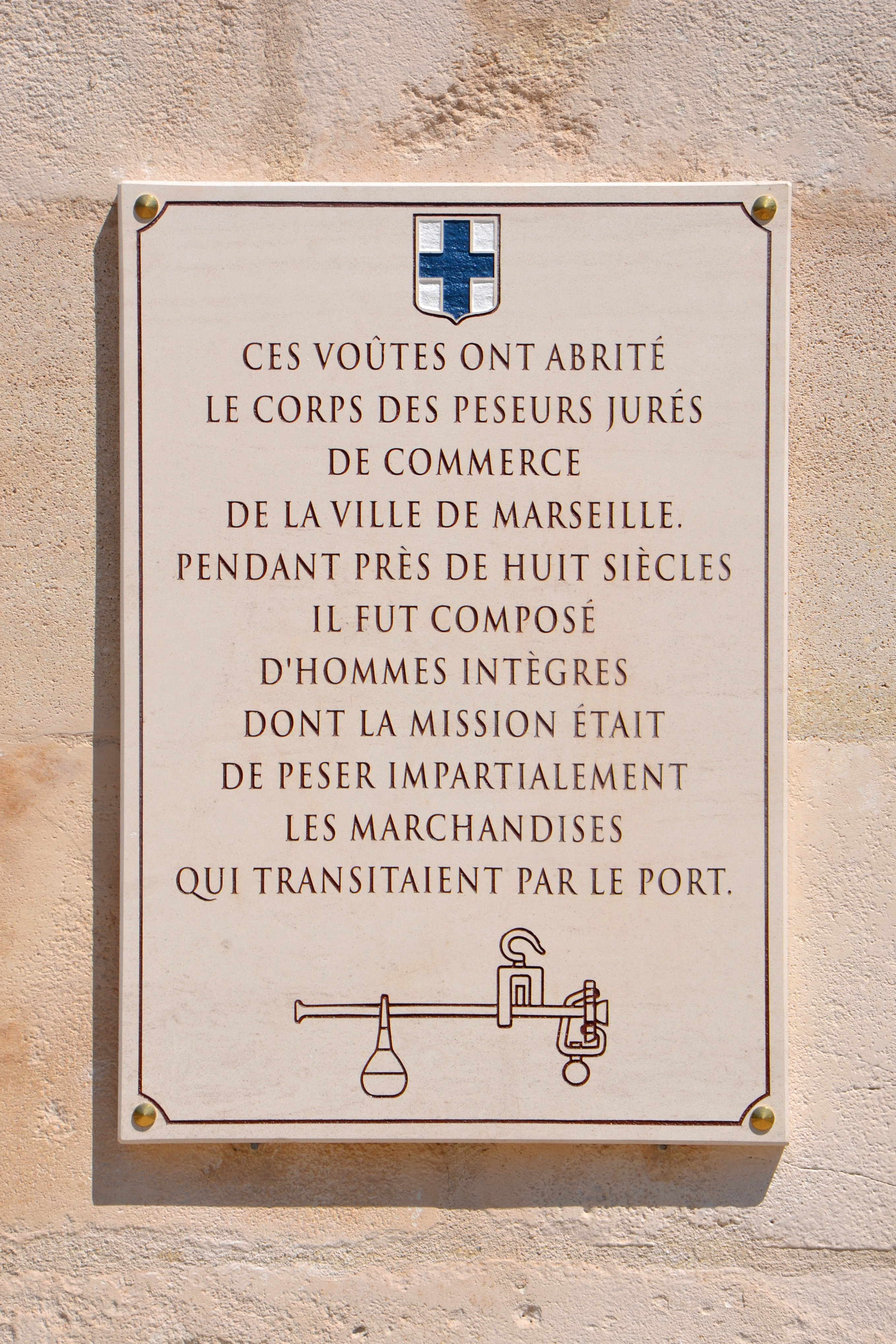
Plaque commémorative inaugurée le 1er Juin 2018 par Monsieur Jean-Claude Gaudin, Maire de Marseille.

Les dimensions hors tout des ponts bascules étaient les suivantes : 3 mètres de largeur et de 13  à   18 mètres de longueur ; il était possible de peser en une seule fois des charges variant de 500 kg et jusqu’à  80 tonnes. Le peseur juré officiant dans une bascule charretière avait l’obligation d’ouvrir l’œil et surtout de déjouer les situations scabreuses dans lesquelles on voulait de temps en temps le faire tomber ; il lui fallait vérifier que les camions et autres semi-remorques reposent uniquement sur le pont bascule et non pas sur ses abords, contrôler que personne ne se trouve à bord au moment du pesage, se méfier des bâches, échelles et autres roues de secours supplémentaires qui sont le moyen le plus facile pour nous faire déterminer un faux poids.
Il était donc indispensable de tarer les camions à chaque voyage ou à défaut plusieurs fois par jour, leur poids variant en cours de journée (consommation d’eau  et de gazole, nourriture du bétail, changement de roue, etc. Une opération de mesure faite par un peseur juré, qu’il s’agisse de pesage, jaugeage ou mesurage exigeait l’accomplissement d’un certain nombre de conditions, en effet il fallait :
- Des instruments de mesure fidèles, justes et sensibles et pour ce faire ils étaient en permanence vérifiés, contrôlés par les peseurs jurés eux-mêmes ; le matériel demeurait constamment entretenu par l’Atelier du Pesage, dans un parfait état de conservation et de fonctionnement, tout vice, tout manque de sensibilité, de justesse ou d’exactitude était aussitôt repéré, entraînant soit une réparation soit une mise à la réforme.
- Posséder un ensemble de poids et de mesures légaux.
- Enfin le personnel qui devait instrumenter devait être d’une probité totale.

Chaque année tous les instruments de pesage étaient vérifiés et poinçonnés par le Service des Poids et Mesures qui devint par la suite le Service des Instruments de Mesures puis la D.R.I.R.E. Il faut aussi tenir compte que les usages de place et la tolérance commerciale déterminaient l’approximation des mesures.
Le pesage des marchandises très chères était effectué : 
- au gramme près (safran, opium, or)
- au demi-hecto pour le pesage unitaire de petits colis jusqu’à 30 kg (soie, vanille)
- à l’hecto pour le pesage de fûts d’huiles essentielles destinées à la fabrication des parfums ou des boissons alcoolisées (pastis)
- au kilogramme pour le pesage des palettes de primeurs et de fruits exotiques (bananes, ananas, mangues, noix de coco) d’un poids unitaire de 1 000 kg
- à 20 kg près pour le pesage de semi-remorques ou de gros engins de travaux publics jusqu’à 100 tonnes.

Vers 1955, le tonnage annuellement pesé par les peseurs jurés de Marseille était évalué à environ : 1 100 000 tonnes, dans le port, 1 000 000 de pesées de poisson et 7 000 000 de colis de fruits et primeurs sur les marchés, 350 000 têtes de bétail aux abattoirs (poids vif et poids mort). 

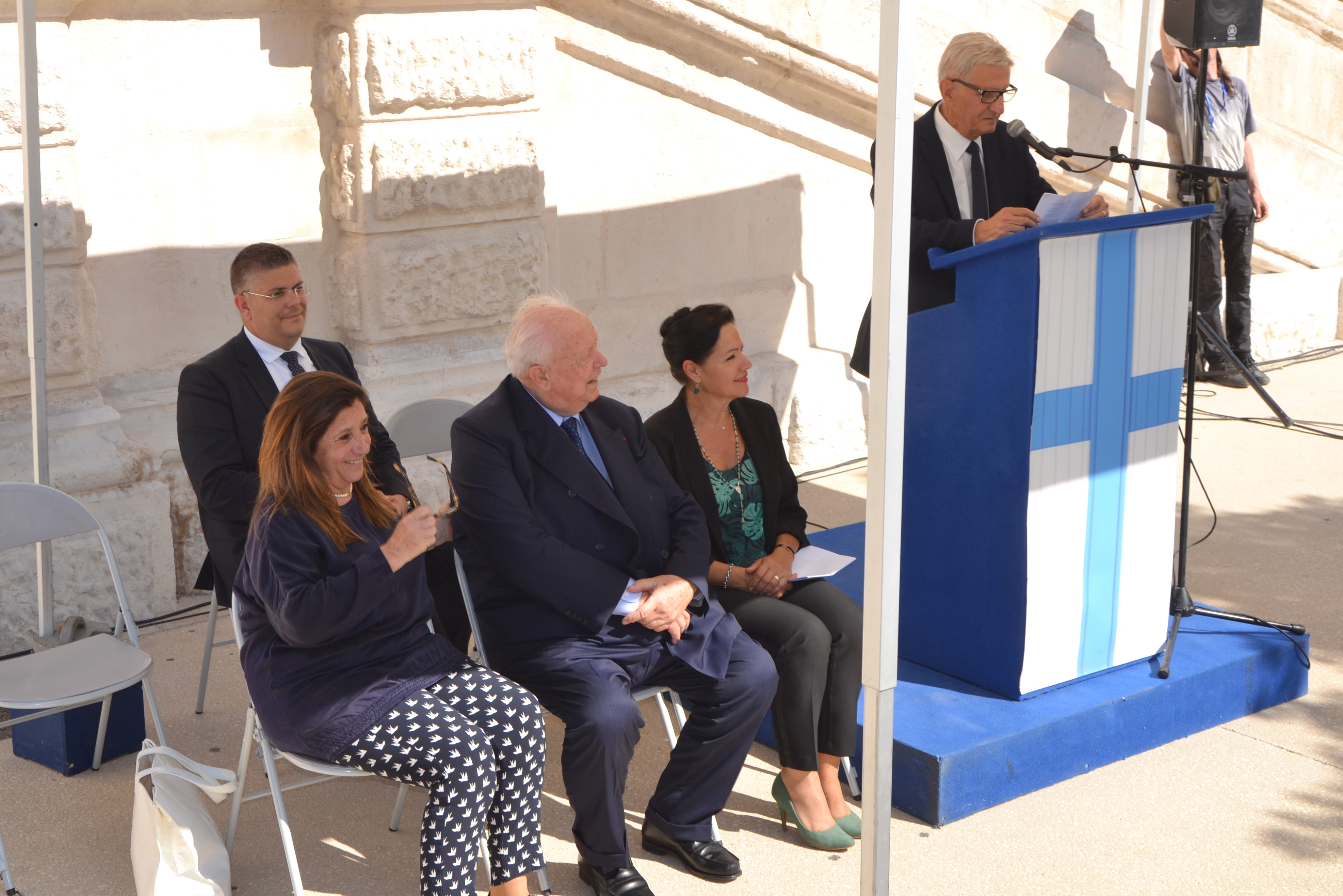
Monsieur Jean-Claude Gaudin assistant à l'inauguration de la plaque commémorative, 1er Juin 2018.

Cette activité, cette ampleur d’un des services de poids public les plus anciens du monde et la confiance dont il jouissait dans tous les milieux ont fait du service des peseurs jurés de Marseille un organisme dont la réputation dispensait de faire l’éloge. Puisqu’il a su maintenir sa réputation à travers les siècles, puisqu’il se flattait, à juste titre, d’avoir su conserver de belles traditions, invoquons en témoignage l’opinion flatteuse formulée par le Docteur Flaissières, maire de Marseille qui au cours de la cérémonie d’inauguration de la première balance Schopper, le 20 mai 1925, devant un auditoire de commerçants et d’industriels, au premier rang desquels figurait le président de la Chambre de Commerce, a déclaré que ce service lui apparaissait comme 
« un des joyaux les plus purs de la parure municipale ».
À partir des années 1960, à la suite de la décolonisation, la physionomie du port de Marseille change très rapidement, ce qui entraîne des conséquences importantes pour le pesage. Tout d’abord par la diminution croissante de l’importation des matières premières, ensuite par le changement des moyens de manutention et de conditionnement des marchandises. C’est ainsi que la généralisation du transport par conteneur a réduit les conditions d’intervention des peseurs jurés, la marchandise étant mieux protégée. 
Dès lors, pour reconnaître le poids d’un conteneur, il n’est plus toujours nécessaire de procéder au pesage unitaire des sacs ou des colis qu’il contient : un seul pesage, sur une grosse bascule suffit. De même, la palettisation a permis d’effectuer le pesage par palette, sur une bascule de 3 tonnes, évitant le pesage sac par sac ou colis par colis. Toute cette évolution a entraîné une diminution importante de personnel, tant  en ce qui concerne les peseurs jurés, que les portefaix affectés à la manutention et au pesage.
En face des divers bouleversements du passé, les peseurs jurés ont traversé l’histoire, opérant diverses mutations, mais possédant  toujours les facultés d’adaptation nécessaires au besoin du moment. Et de la balance romaine au micro-processeur, les peseurs jurés continuèrent de « bien et justement peser ».

## Mesurage et jaugeage
Ces deux activités devaient subir également une évolution.
En ce qui concerne les bois, qui constituaient, il y a quelques décennies seulement, l’essentiel du travail des mesureurs jurés, il faut constater leur quasi-disparition. Jusque vers 1960 le port de Marseille recevait de grandes quantités de grumes, en provenance de l’Afrique Noire ou de l’Extrême-Orient. Après cette date ce trafic disparaît au profit de Port Saint-Louis du Rhône et surtout de Sète. De même le cubage pour le fret des colis embarqués ou débarqués, a connu une régression explicable par l’utilisation des conteneurs et, par la standardisation des colis. 
Restent évidemment des cas particuliers qui nécessitent le mesurage par exemple la livraison totale ou partielle d’éléments  d’usines clés en main, inversement réception de matériel (surtout pétrolier). Car le fret payé sur la base du volume d’un colis, peut souvent atteindre des valeurs importantes. Il est donc sage de vérifier les dimensions  données par l’expéditeur, qui généralement n’est pas au courant des conventions de la place.